# 沃耶沃德斯凱 (尼古拉耶夫州)
48°4′6″N 31°13′53″E / 48.06833°N 31.23139°E
沃耶沃德斯凱（羅馬化：Voidvodske）是位於烏克蘭南部尼古拉耶夫州五一城區的村莊，處於科拉貝利納河畔，始建於1789年，面積9平方公里，海拔高度107米，2001年人口1,452。